# N-Steiner
|   | a | b | c | d | e | f | g | h |   |
| 8 |   |   |   |   |   |   |   |   | 8 |
| 7 |   |   |   |   |   |   |   |   | 7 |
| 6 |   |   |   |   |   |   |   |   | 6 |
| 5 |   |   |   |   |   |   |   |   | 5 |
| 4 |   |   |   |   |   |   |   |   | 4 |
| 3 |   |   |   |   |   |   |   |   | 3 |
| 2 |   |   |   |   |   |   |   |   | 2 |
| 1 |   |   |   |   |   |   |   |   | 1 |
|   | a | b | c | d | e | f | g | h |   |

n-Steiner, mit n als Parameter aus den natürlichen Zahlen, bezeichnet eine Stellung bei Brettspielen, insbesondere Schach, bei der n Spielsteine auf dem Spielbrett stehen. Beispielsweise stellt die Grundstellung im Schach einen 32-Steiner dar, da sich anfangs 32 Schachfiguren auf dem Brett befinden.
Der Begriff wird vor allem in der Schachkomposition, im Computerschach und bei Schachdatenbanken verwendet.

## Spezielle n-Steiner im Schach
- Die einzigen legalen Zweisteiner sind Stellungen mit nur noch den beiden Königen auf dem Brett, also triviale tote Stellungen.
- Dreisteiner sind Stellungen, in denen eine Seite noch eine Schachfigur neben dem König hat. Dies sind meist Lehrstellungen für einfache Bauernendspiele oder elementare Mattführungen mit Dame oder Turm.
- Viersteiner können bereits anspruchsvolle Schachaufgaben sein, etwa die Ausgangsstudie für das Réti-Manöver oder die Saavedra-Studie. Eine viersteinige Schachkomposition wird auch „Wenigsteiner“ genannt.
- Eine Schachkomposition mit höchstens sieben Steinen wird auch als „Miniatur“ bezeichnet.
- Eine Schachkomposition mit acht bis zwölf Steinen ist ein „Meredith“, benannt nach dem amerikanischen Schachkomponisten William Meredith (1835–1903). Dieser Begriff wird vorwiegend bei Zweizügern verwendet.

## Erfassung in Datenbanken
- Fünfsteiner sind seit 1991 in Endspieldatenbanken vollständig erfasst, die von John Roycroft und Ken Thompson entwickelt wurden.[1]
- Sechssteiner sind seit 2005 in Endspieldatenbanken vollständig erfasst, dies gelang mit Hilfe der „Nalimov Tablebases“.[2]
- Siebensteiner sind seit 2012 in Endspieldatenbanken vollständig erfasst, den „Lomonosow-Tablebases“.[3] Mit Hilfe des 2013 entwickelten Syzygy-Datenformats wurden Siebensteiner-Datenbanken 2018 im Internet frei zugänglich gemacht.
- Achtsteiner werden untersucht, jedoch liegen noch keine vollständigen Ergebnisse vor (Stand Dezember 2021). Der amerikanische Physiker Marc Bourzutschky veröffentlichte 2021 einen Stand der Untersuchungen mit Beispielen zu Achtsteinern ohne Bauern[4] sowie zu Achtsteinern mit einem blockierten Bauernpaar.[5]